# MAG Museo Alto Garda
Il MAG Museo Alto Garda è un museo di Riva del Garda ospitato nella Rocca del comune. Il museo gestisce anche Forte Garda e Torre Apponale.
Il museo è parte della Rete Trentino Grande Guerra.

## Storia del museo
Il museo è nato nel 1904 come Museo Civico di Riva del Garda, con sede in un ex ospedale della Confraternita della Disciplina, diventato poi di proprietà comunale. La collezione è costituita da materiali di proprietà del municipio e viene arricchita da donazioni private. Successivamente il museo si trasferisce nella Rocca di Riva. Questa nel 1973 diventa di proprietà della provincia autonoma di Trento, che nel 1979 ne avvia una ristrutturazione, sospendendo temporaneamente le attività del museo, che viene riaperto gradualmente negli anni successivi.
Fino al 2021 il MAG ha gestito anche la Galleria civica G. Segantini, passata poi alla gestione diretta del comune di Arco.

## Rocca di Riva

### Storia
La Rocca di Riva del Garda è una fortezza che risale al XII secolo, dotata di 4 torri angolari e di un mastio. Venne ampliata, in tempi successivi, dagli Scaligeri, dai Veneziani e dai vescovi di Trento, in particolare da Bernardo Clesio. Venne utilizzata come caserma durante il periodo della dominazione austriaca, e, nel 1852, le torri vennero ridotte di altezza, al livello dei tetti. Nel cortile vi sono riproduzioni degli stemmi delle più importanti città del Trentino e, sotto un portico, si trovano lapidi che risalgono all'epoca romana e medievale. Negli ultimi due decenni del secolo scorso l'Ufficio per i Beni Monumentali ed Architettonici della provincia di Trento ha realizzato un importante restauro della Rocca per poter meglio ospitare prima il Museo Civico ed ora il MAG.

### Collezioni

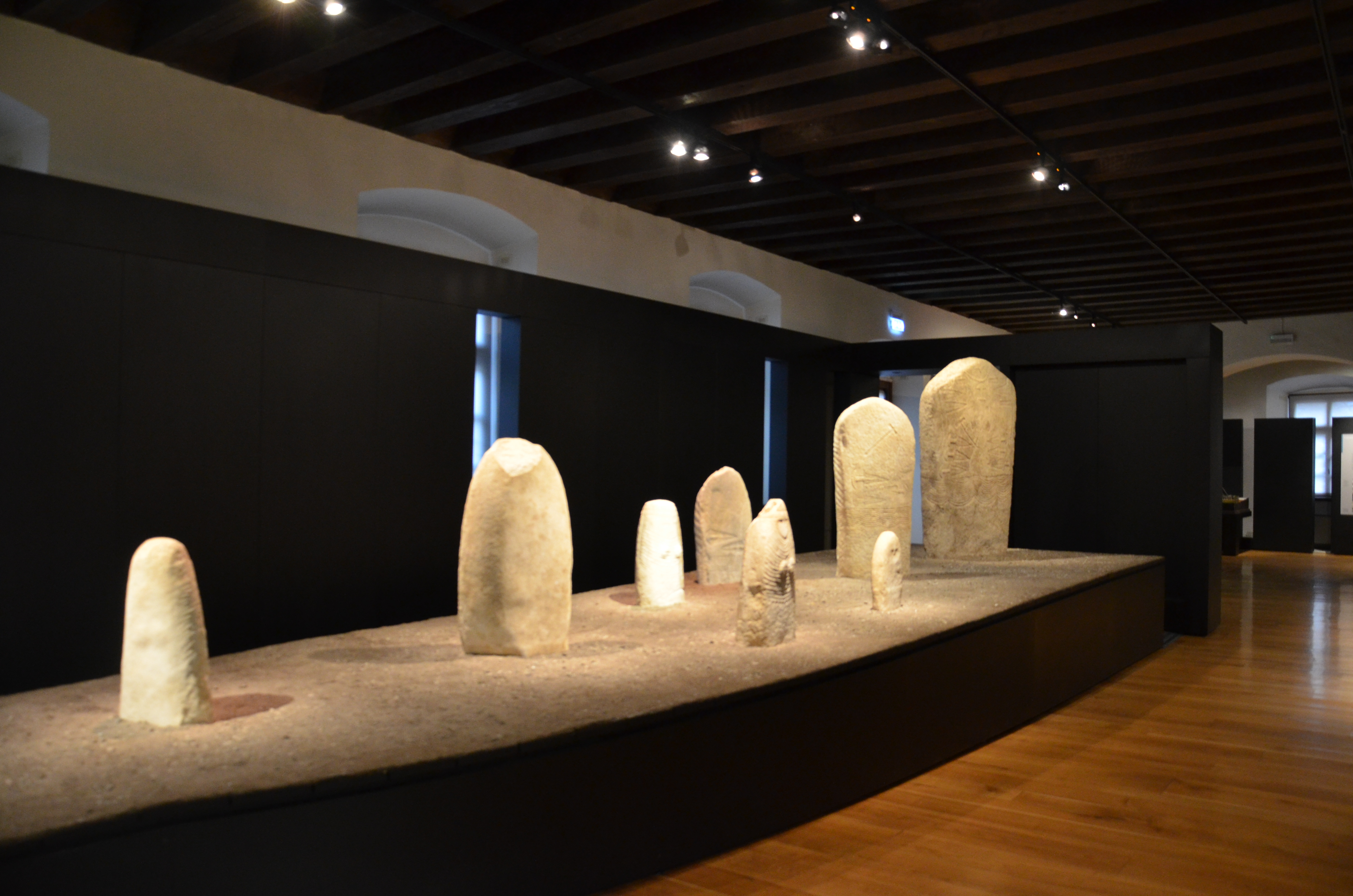
Le stele di Arco dell'età del rame nella sezione archeologia.

Il percorso museale si sviluppa sui tre piani della rocca, ciascuno dei quali è allestito con un tema differente: una pinacoteca al primo piano, un museo archeologico al secondo, e un museo storico al terzo.
La pinacoteca include opere di Pietro Ricchi, Vincenzo Vela, Francesco Hayez e del monogrammista "FV", ed è incentrata su vari aspetti della cultura di confine gardesana durante i secoli XIV e XIX. Tra le opere esposte si possono citare L'angelo custode e L'ultima cena (Ricchi), L'Addolorata (Hayez) e La partenza delle truppe del generale Vendôme (ignoto, XVIII secolo)
La sezione di archeologia conserva molti importanti reperti provenienti da specifiche ricerche sul territorio. L'arco cronologico interessato è compreso tra il Paleolitico medio (a iniziare dal 120.000 a.C.) e il tardo altomedievale (sino al VIII secolo d.C.). Importanti sono le statue stele che risalgono all'età del rame, e l'ara dei Magi Magiani, monumento funebre del II-III secolo.
La sezione di storia, alloggiata nella sottotetto della Rocca, illustra la storia del Basso Sarca dalla preistoria alla seconda guerra mondiale. Risulta interessante scoprire il passato di Riva del Garda e di tutto il Basso Sarca, ripercorrere le varie dominazioni che si sono avute sul territorio sino al periodo d'oro che vide Riva del Garda importante meta turistica di ospiti famosi, come Thomas Mann e Franz Kafka.

## Forte Garda
Forte Garda si trova su monte Brione nei pressi di Riva.

## Torre Apponale
La torre Apponale si trova in piazza Tre Novembre a Riva del Garda.